# Бильино, Мауро
Мауро Бильино (итал. Mauro Biglino; род. 13 сентября 1950, Турин) — итальянский писатель, эссеист и переводчик. Большая часть его работ посвящена теориям, касающимся Библии и истории церкви, включая теории заговора, уфологию и псевдонаучную гипотезу о древних астронавтах (Теория палеоконтакта). Как он сам заявил, его теории в основном основаны на литературных работах крайних теоретиков Эриха фон Деникена и Захарии Ситчина. Биглино также участвовал в создании итальянских подстрочных изданий Двенадцати малых пророков для Edizioni San Paolo в Чинизелло-Бальсамо, Италия.
Написал книгу Chiesa Cattolica e Massoneria («Католическая церковь и масонство»), где заявил, что был масоном и членом итальянского масонства более десяти лет до 2000-х годов.

## Биография
Мауро Бильино после посещения салезианской средней школы Вальсалице в Турине находился в части специального пехотного корпуса альпийских войск. После обучения, проведённого в еврейском обществе Турина, он впоследствии стал переводчиком библейского иврита в рамках редакционного проекта Edizioni San Paolo, главного издательства Католической Церкви, для которого он сделал межстрочный перевод семнадцати книг масоретского текста Библии, или двенадцати малых пророков и пяти мегилот, переводы, собранные в двух томах «Малые пророки» и «Пять мегилот». Написал книгу Chiesa Cattolica e Massoneria (Католическая церковь и масонство), где заявил, что был масоном и членом итальянского масонства более десяти лет до 2000-х годов.

## Методология
Опираясь на дословный перевод Библии, Бильино нашёл альтернативное толкование Ветхого Завета, основанное не на различных интерпретациях догматов Церкви, а на дословном смысле этих стихов. Применяя свою методологию «притворяться»: то, что Библия и ее авторы рассказывают о том, что буквально произошло, то и имеет намерение передать, Биглино смог нарисовать целостную картину тех событий в древности, главным героем которых был не «Бог», а какие-то особенные и могущественные существа — природу и происхождение которых он не исследует. Бильино неоднократно утверждал, что его работа вовсе не является нападением на веру или идею Бога, а лишь на то, что люди говорят о Боге, изображенном в Библии.
Он также является соавтором комиксов по его книгам.

## Гипотезы
Бильино предлагает исследовать Ветхий Завет — в данном случае Biblia Hebraica Stuttgartensia — используя подход к переводу текста, который, как он утверждает, максимально буквальный, и призывает, в некоторых случаях, сохранять оригинальные термины, а не переводить их вообще, потому что они считаются непереводимыми. В частности, он выделяет то, что он считает ссылками на технологические знания «Элохим» («Богов»), которые бы «создали» человека по своему образу и подобию.
Биглино представляет гипотезу, согласно которой в Ветхом Завете термин Элохим означает не одну сущность, а группу развитых и неидентифицированных существ, ускоривших эволюцию человечества с помощью передовых методов генной инженерии, которые перемещаются с помощью летательных аппаратов (идентифицированных как инопланетные самолеты) или в любой -каком случае к устройствам, оснащенным неизвестными технологиями и несовместимыми со знаниями того времени. Отсюда возможно присутствие живых существ из других планет или принадлежности к развитым цивилизациям, не признанным официальной историографией.
Биглино, следуя теориям палеоастронавтики, таким как теории Питера Колосимо и Захарии Ситчина, отождествляет этих Элохим с богами древности, такими как египетские или шумерские, которые на самом деле были очень большим количеством людей. К Элохим можно включить того же Яхве — ошибочно идентифицированного как «Бог» в еврейской и христианской культуре, которого почти всегда называют Яхве Элохим Израиль (Яхве, Элохим Израиля). Термин Елогим сам по себе не исключителен для Иеговы, но, согласно Иисусу Навину 24:15, он также относится к фальшивым идолам, которым поклоняются враги Амореи и отцы Израиля, проживающие за рекой Месопотамии (по реке Евфрат), такие как Кемош, Милком и многие другие, который, таким образом, также был бы Элохимом, как и сам Яхве, но в традиции и мифологии идентифицируется как «языческие божества».
Об отождествлении «Элохима» с инопланетянами или, в любом случае, эволюционировавшими существами из других миров сам Биглино сообщает: "Я неоднократно говорил и продолжаю говорить, что я не знаю, кто такие Элохим, потому что Библия этого не говорит, но когда мне задают точный вопрос, я не отказываюсь и всегда говорю, что просто "притворяюсь, что Древние люди сказали правду, и народы всех континентов Земли определяют этих существ как «детей звезд», поэтому я применяю свой метод и «делаю вид» что это правда. Существование «этих существ» также, безусловно, более достоверно и статистически более вероятно, чем существование того Бога, которого теологи изобрели, начиная с Элохима. Если окажется, что эти существа были внеземные, я скажу хорошо, что угодно. Если окажется, что это отнюдь не внеземные существа, я всё равно скажу «хорошо что угодно». Важно понять колоссальный обман, стоящий за утверждением, что «Элохим равен духовному Богу».
Его переводы основываются на тонких семантических и интерпретационных отличиях и отличаются по форме и содержанию от принимаемых основными религиозными конфессиями.

## Фильмография
- Создатели: прошлое как самого себя (2019) (англ. Creators: The past as himself (2019))